# NK Poganovci
NK Poganovci je nogometni klub iz Poganovaca u općini Podgorač nedaleko od Našica u Osječko-baranjskoj županiji.
NK Poganovci je član Nogometnog središta Našice te Nogometnog saveza Osječko-baranjske županije. U klubu treniraju dvije kategorije: juniori i seniori. Klub je osnovan 1971. godine.

## Povijest
Godine 1931. prvi je puta u selo donesena kožna lopta. Iako se klub službeno počeo natjecati tek 40 godina poslije, nekoliko generacija nastupalo je na više turnira i prijateljskih susreta prije osnutka. Godine 1971. osnovan je klub pod imenom NK „Orao“ Poganovci.
Klub ispada iz 2. ŽNL Našice u sezoni 2017./18. i prelazi u 3. ŽNL Liga NS Našice.

## Uspjesi kluba
2011./12. – prvak 3. ŽNL Liga NS Našice.

## Vanjske poveznice
- http://www.nogos.info/  Arhivirana inačica izvorne stranice od 22. svibnja 2016. (Wayback Machine)